# Gabarevo
Gabarevo (bulgariska: Габарево) är ett distrikt i Bulgarien.   Det ligger i kommunen Obsjtina Pavel Banja och regionen Stara Zagora, i den centrala delen av landet, 150 km öster om huvudstaden Sofia.
I omgivningarna runt Gabarevo växer i huvudsak blandskog. Runt Gabarevo är det ganska tätbefolkat, med 58 invånare per kvadratkilometer.